# Telagrion cornicauda
Telagrion cornicauda är en trollsländeart som först beskrevs av Philip Powell Calvert 1909.  Telagrion cornicauda ingår i släktet Telagrion och familjen dammflicksländor. IUCN kategoriserar arten globalt som otillräckligt studerad. Inga underarter finns listade i Catalogue of Life.